# Nationaal park Sassen-Bünsowland
Nationaal park Sassen-Bünsowland (Noors: Sassen-Bünsow Land nasjonalpark) is een nationaal park op Spitsbergen in Noorwegen. Het park werd opgericht in 2003 en is 1230 vierkante kilometer groot. Het landschap bestaat uit  Sassendalen, Tempelfjorden en Bünsowland-Gipsdalen met bergtoppen, gletsjers, fjorden en kust. Er komen veel vogels (Noordse stormvogel) voor en zeldzame planten. In het park leeft onder andere rendier en ringelrob.